# Amblyraja taaf
Amblyraja taaf е вид хрущялна риба от семейство Морски лисици (Rajidae).

## Разпространение и местообитание
Видът е разпространен в Антарктида и Френски южни и антарктически територии (Кергелен и Крозе).
Среща се на дълбочина от 205 до 1190 m, при температура на водата от 2,3 до 3,1 °C и соленост 34 – 34,6 ‰.

## Описание
На дължина достигат до 90 cm.